# Mike Horn
Pour les articles homonymes, voir Horn.
Michael Fredrick Horn, dit Mike Horn, né le 16 juillet 1966 à Johannesbourg (Afrique du Sud), est un aventurier sud-africano-suisse,.

## Biographie

### Enfance et jeunesse
Mike Horn naît le 16 juillet 1966 à Johannesbourg, en Afrique du Sud. Il a deux sœurs et un frère, dont il est l’aîné. Sa mère, Blanche, est professeure d’économie. Son père, Michael, est un ancien joueur de rugby de l’équipe d’Afrique du Sud de rugby, les Springboks, et enseigne le sport à l’université. Ce dernier représente une figure marquante dans sa vie, lui transmettant très tôt une passion pour le sport et l’aventure,,.
Enfant curieux et actif, Mike passe le plus clair de son temps dans la nature et se nourrit tous les soirs de nombreux récits d'aventure. À 8 ans, il se lève tous les matins à 6 heures pour aller courir avec son père et parcourt même 300 km à vélo pour aller visiter des cousins,. Doté d’un fort esprit compétitif, il excelle dans de nombreuses disciplines sportives, notamment le rugby, le cricket, le tennis, le golf, le vélo et l’athlétisme. Il rêve même de représenter son pays aux Jeux olympiques.
À 18 ans, il effectue son service militaire obligatoire dans le bataillon 101 (en) de l’armée sud-africaine, une expérience de deux ans durant laquelle il apprend la mort de son père, âgé de 42 ans,. Il poursuit ensuite ses études à l’université de Stellenbosch, où il obtient un diplôme en sciences du mouvement humain.
En 1990, il quitte son pays natal pour s’installer en Suisse, un des trois seuls pays (avec Israël et le Royaume-Uni) qui acceptait alors les Sud-Africains sans visa. Il s’installe à Château-d’Œx et commence à voyager en Europe où il travaille d’abord en tant que moniteur de ski et guide de rafting et canyoning. Depuis, il multiplie les exploits inédits.

### Guerre en Angola et en Namibie
De 1984 à 1986, durant le régime de l'apartheid, Mike Horn sert comme lieutenant dans l'armée sud-africaine durant son service militaire. Il est chef d'un commando de 36 soldats dans les forces spéciales et prend part à des combats en Angola et en Namibie. 
En 2023, dans le cadre d'un reportage sur la RTS, Mike Horn reconnaît avoir participé à des opérations militaires, mais déclare regretter cette participation et dément avoir commis les assassinats imputés au bataillon 101 ; il assume  ce passé en déclarant « Ça faisait partie de ma vie comme partir en expédition ou aller acheter des croissants ». C’est alors qu’il aurait perdu une phalange, quand, le conducteur passant sous un arbre, une trappe du véhicule sur le toit duquel il se trouvait se rabattit sur sa main. C’est cependant un incident dont il donna trois autres versions : pendant des affrontements avec des Cubains, sur une mine, et enfin à la suite d’une engelure, pendant son expédition vers le pôle en 2003, quand il dut se l’amputer.

### Études
De retour à la vie civile, il obtient un diplôme dans le domaine des sciences du mouvement humain à l’Université de Stellenbosch puis travaille dans l'entreprise de son oncle, spécialisée dans l'import-export de fruits et légumes. Pendant ses études, et alors que l'armée sud-africaine est soupçonnée de vouloir retarder la disparition de l'apartheid, il est rappelé pour des missions secrètes, dont la nature est controversée. Il déclarera avoir été engagé car étant alors « prêt à faire ce que personne d'autre ne voudrait faire ».

### Expatriation
En 1990, Mike Horn gagne une importante somme d'argent en vendant une cargaison de choux trois fois son prix. Il décide alors de changer de vie et de quitter l'Afrique du Sud[réf. à confirmer]. Il reconnaît avoir effectué des missions secrètes, mais refuse d'en donner le moindre détail, tenu, dit-il, par le secret.
À cette époque, en raison des sanctions contre le régime de l'apartheid en Afrique du Sud, seuls Israël, l’Angleterre et la Suisse permettent aux citoyens sud-africains de voyager sans visa. Le premier vol disponible étant Johannesbourg-Zurich, il part pour la Suisse.

### Vie de famille
Mike Horn emménage ensuite à Château-d'Œx où il gère une auberge de jeunesse. Il y rencontre Cathy (2 mai 1963 - 19 février 2015) originaire de Nouvelle-Zélande, infirmière de formation, qui s'installe dans les Préalpes vaudoises un an avant de rencontrer son époux dans un café de Château-d’Œx, en 1990. Très rapidement, le couple fonde une famille : Annika voit le jour en 1993 et Jessica l’année suivante. Cathy devient son bras droit et coordonne ses expéditions en s’occupant de la logistique, des ravitaillements et de la communication. Malade du cancer du sein à partir de 2008, Cathy meurt le 19 février 2015, après 7 ans de lutte contre la maladie.

### Débuts d'aventurier
En 1991, Mike Horn explore la Cordillère des Andes au Pérou en raft et parapente pendant 3 mois. Il fait aussi l'ascension de l'Aconcagua (6 962 m) et du Chimborazo (6 268 m).
En 1994, il est financé par « Sector No Limits », entreprise d'horlogerie qui parraine une vingtaine d'autres athlètes dans les sports extrêmes. Il descend alors le glacier du mont Blanc en body board.
En 1995, il réalise un saut de cascade (22 m) avec un hydrospeed sur le Rio Pacuare, au Costa Rica. La même année, il fait la descente en hydrospeed du Colca au Pérou.
En avril 1997, il entreprend sa première grande expédition, après un violent accident de voiture qui endommage son genou droit : la traversée de l'Amérique du Sud seul et à pied ; il part des côtes péruviennes en direction du mont Mismi. Après 600 km de marche en altitude, encaissant un fort dénivelé positif, il en rejoint le sommet à 5 800 m d’altitude, source du fleuve Amazone. Il entame à l'aide de son hydrospeed une descente de 6 700 km à travers les canyons. 171 jours plus tard, il atteint l’embouchure du fleuve à Macapa au Brésil.
Il embarque comme équipier sur le bateau de Laurent Bourgnon, avec lequel il participe au Grand Prix des Multicoques[Quand ?],.
En 1997, il rejoint l’équipage du Mari Cha III, un monocoque de 45 mètres.

### Expéditions

#### Latitude Zéro
Du 2 juin 1999 au 27 octobre 2000, Mike Horn réalise un  tour du monde par l’équateur (40 000 km) en 17 mois sans moyen de transport motorisé suivant une idée de Mick Régnier de l'agence Éolienne. Cette expédition est nommée Latitude Zéro. Il part de Libreville au Gabon, traverse l'Atlantique sur un trimaran de 28 pieds puis le Brésil et l'Équateur à vélo, en pirogue et à pied. Il traverse ensuite l'océan Pacifique et passe par les îles Galapagos pour atteindre l'Indonésie. Il traverse Bornéo et Sumatra à pied, avant de traverser l'océan Indien. Enfin, il traverse le continent africain à pied à travers le Congo et le Gabon.

#### Arktos
En 2002, Mike Horn se lance dans le tour du monde par le cercle polaire, l’expédition Arktos. Lors d'une expédition préliminaire (atteindre le pôle Nord) pour sa préparation en vue de l'expédition Arktos, il est contraint à l’abandon pour cause de gelures aux mains. Cependant, il réussit sa principale expédition, le tour du cercle polaire en solitaire, à pied, vélo, kayak, voilier, ski et ski tracté par cerf-volant, le 21 octobre 2004. Cette expédition de 808 jours (27 mois) a donné lieu à un film, Arktos : Le voyage intérieur de Mike Horn, réalisé et produit par Raphaël Blanc.

#### Voyage durant la nuit arctique
Durant l'hiver 2006, Mike Horn part pour un voyage de 60 jours et un périple de 1 000 km sur des skis sans chien ni transport motorisé pendant la nuit arctique, avec l'explorateur norvégien Børge Ousland.

#### Gasherbrum
En 2007, Mike Horn, Jean Troillet, Fred Roux et Olivier Roduit atteignent le sommet du Gasherbrum 1 (8 035 m) et Gasherbrum 2 (8 068 m) sans oxygène. Le plan initial était de gravir sans oxygène et en style alpin quatre sommets himalayens de 8 000 m mais la météo les oblige à faire demi-tour.

#### Pangaea
Mike Horn effectue à partir de 2008 une nouvelle expédition baptisée Pangaea, du nom de son bateau à voile de 35 m en aluminium, construit dans une favela de São Paulo au Brésil. Il s'agit d'un tour du monde par les cinq continents et toujours sans aucun moyen de transport motorisé. En 2009, des jeunes entre 15 et 20 ans sont invités à le rejoindre au cours des diverses étapes de son voyage. Douze jeunes de chaque continent l'accompagnent pour une durée de 10 à 12 jours, où ils ont mis en œuvre des projets écologiques et sociaux, suivant la devise « explorer - apprendre - agir ». L'expédition Young Explorer Program a commencé le 18 octobre 2008 et s'est achevée le 13 décembre 2012, après 4 ans d’expédition : Antarctique (octobre 2008), Nouvelle-Zélande (mai 2009), Malaisie (octobre), Inde (janvier 2010) Himalaya (mai), Chine et Mongolie (août), Kamtchatka (décembre), pôle Nord (mai 2011), Canada (août), États-Unis (novembre), Amazonie (avril 2012) et Afrique du Sud (juillet).

#### Pole2Pole
Le 8 mai 2016, Mike Horn commence sa nouvelle expédition Pole2Pole  au départ du Yacht Club de Monaco. Une fois arrivé en Namibie, il se lance dans l'exploration du plus ancien désert du monde, le Namib. Il se dirige ensuite vers le Botswana pour traverser l'Okavango, l'ancien plus grand delta intérieur du monde. Il prend alors la direction de son pays natal, l'Afrique du Sud, qui a été le cadre du premier projet de Pole2Pole : le Shark Project.
L'objectif était alors de combattre les stéréotypes négatifs associés aux requins, de sensibiliser la population aux problèmes que rencontrent les océans sur toute la planète et de prendre contact avec les programmes sud-africains existant dans ce domaine.

#### Traversée nord-sud de l'Antarctique
Le 7 février 2017 à 22 h 50 TU, Mike Horn a effectué la plus longue traversée nord-sud sans assistance de l'Antarctique, de la côte de la princesse Astrid (lat-70.1015 lon 9.8249) à la base Dumont-d'Urville (lat -66,6833 lon 139.9167) via le pôle sud. Il est arrivé au pôle le 9 février 2017. La distance totale de 5 100 km a été parcourue en skis tracté par cerf-volant en 57 jours,.

#### Expédition en Arctique
En novembre 2019, Mike Horn se retrouve en difficulté lors d'une expédition en Arctique avec l'aventurier norvégien Børge Ousland. Partis en bateau depuis Nome (Alaska), ils rejoignent la banquise le 12 septembre puis continuent à ski pour traverser l’Arctique jusqu'au 8 décembre où ils sont secourus par l'équipage d'un bateau norvégien,. Leur traversée aura duré 87 jours au lieu des 60 jours initialement prévus, la glace, nettement plus fine et plus instable que leurs prévisions, rendant leur progression plus lente. À deux reprises, Mike Horn tombe dans l'eau glacée, au point de perdre des orteils en raison de gelures. Cette excursion fut la plus éprouvante et la plus importante de toute sa vie, s'inscrivant dans son projet Pole2Pole dont l'objectif est de faire le tour de la planète par les deux pôles.

### Autres activités
En 2014, Mike Horn travaille avec l'équipe de football allemande et l'équipe de cricket Kolkata Knight Riders d'Inde en tant que coach sportif et mental : l'Allemagne gagne la demi-finale face au Brésil 7-1, puis la Coupe du Monde face à l'Argentine 1-0 ; quant aux Kolkata Knight Riders, ils remportent le championnat Indian Premier League.
Depuis 2015, il anime l'émission The Island sur M6, où il donne des conseils aux participants pour apprendre à survivre en milieu hostile. À partir du 28 juin 2016, dans l'émission À l'état sauvage sur M6, adaptation de l'émission américaine Running Wild with Bear Grylls, il accompagne une personnalité en pleine nature et la guide pour lui apprendre à survivre en l'absence de toute vie humaine.
Depuis 2017, il anime une chaîne YouTube dans laquelle il parle de ses expéditions. En janvier 2025, sa chaîne compte 842 000 abonnés et 155 vidéos.
En mars 2019, il devient le parrain de Sodebo Ultim 3, nouveau trimaran volant de course au large skippé par Thomas Coville.
En 2020, il prend le départ du Rallye Dakar 2020 comme copilote aux côtés de Cyril Despres. Mike Horn se dit « observateur ».
La même année, il part explorer le Svalbard, en Norvège, avec le navigateur Bernard Stamm  pour communiquer sur la fragilité des écosystèmes. Il sera rejoint par les vidéastes web francophones Amixem, Le Grand JD et CYRILmp4.
En janvier 2021, il participe à nouveau au Dakar avec Cyril Despres dans le but, cette fois, de récolter des données pour un futur véhicule à hydrogène. Ils terminent dixième au classement général automobile.
Début 2023, il investit 10 millions d'euros dans la startup Inocel, une entreprise qui développe des piles à combustible à hydrogène de haute puissance en périphérie de Grenoble.

### Cinéma
- 2005 : Arktos: Le voyage intérieur de Mike Horn

### Télévision
- 2015-2018 : The Island, seuls au monde sur M6
- 2016-2018 : À l'état sauvage sur M6
- 2018 : Cap Horn sur M6
- 2018 : Mai 67 - Ne Tirez pas sur les enfants de la république[36],[37]
- 2021 : Mike Horn : survivre à l'impossible sur RMC Découverte

## Positionnement vis-à-vis du réchauffement climatique
En janvier 2020, Mike Horn s'exprime sur la radio RTL et crée un livre (le club des aventuriers). Il dit soutenir « un changement petit à petit de nos habitudes pour aller vers des modes de vie plus durables ». Il estime « qu'on ne peut pas tout à coup arrêter de vivre, qu'on ne peut pas aller en arrière ». Mike Horn ne soutient pas vraiment Greta Thunberg, déclarant que « c'est ridicule de penser que tout le monde doit arrêter de vivre et éteindre la lumière ». Selon lui, la lutte contre le réchauffement climatique doit surtout être du ressort des générations plus jeunes, les personnes de sa génération ayant déjà pris certaines habitudes.

## Polémique
Dans le premier épisode de The Island : Célébrités diffusé le 15 mai 2018, Mike Horn attrape un caïman et jette celui-ci sans ménagement. Il choque ainsi des téléspectateurs et est dénoncé par Reha Hutin, présidente de la fondation 30 millions d'amis.

## Langues
Mike Horn parle couramment l'afrikaans, l'anglais, l'espagnol, l'allemand, le français, le russe et le néerlandais,,.

## Publications
- Latitude zéro, XO éditions, 2001.
- Conquérant de l'impossible, XO éditions, 2005.
- À l'école du Grand Nord, XO éditions, 2005.
- Objectif : Pôle Nord de nuit, XO éditions, 2007.
- Vouloir toucher les étoiles, XO éditions, 2015.
- Aventurier de l'extrême, coédition XO Éditions & Les Éditions du Chêne, 2016.
- Libre !, coédition XO Éditions & Les Éditions du Chêne, 2017.
- L’Antarctique, le rêve d’une vie, XO éditions, 2018.
- L'incroyable combat de l'Antarctique, Epa Editions, 2019.
- Survivant des glaces, Michel Lafon, 2021.
- Le S.O.S de l'aventurier, Michel Lafon, 2022.